# آرابینوز
آرابینوز (به انگلیسی: Arabinose) یک آلدوپنتوز است یعنی یک مونوساکارید پنج کربنی که در فرم خطی آن، یک گروه عاملی کربونیل در یک انتها دیده می‌شود. به دلایل متابولیکی و تکاملی، تقریباً همیشه فرم D-مونوساکارید فراوان‌تر و معمول‌تر از L-مونوساکاریدها است. برای مثال در مورد گلوکز یا گالاکتوز یا گلیسرآلدهید و... همیشه فرم D- گلوکوز و... فراوان‌تر و معمول‌تر هستند. ولی این موضوع در مورد آرابینوز صدق نمی‌کند و فرم L-آرابینوز معمول‌تر و فراوان‌تر از D-آرابینوز است. اپران L-آرابینوز نیز یکی از اپران‌های بسیار مهم در زیست‌فناوری و زیست مهندسی به شمار می‌رود.

## ساختار آرابینوز
آرابینوز یک آلدوپنتوز است به این معنی که یک قند پنج کربنی دارای یک گروه آلدهید می‌باشد. در فرم خطی آرابینوز، به جز گروه هیدروکسیل روی کربن شماره ۲، گروه‌های هیدروکسیل سایر کربن‌های آرابینوز در یک سمت هستند. بر این اساس آرابینوز به عنوان اپیمر C2 ریبوز و اپیمر C3 لیگزوز در نظر گرفته می‌شود.
در بحث فرم‌های حلقوی نیز آرابینوز هم مثل سایر مونوساکاریدها دارای ۴ ایزومر حلقوی می‌باشد.  دو مورد از ان‌ها آرابینوفورانوز (آلفا و بتا) و دو مورد آرابینوپیرانوز (آلفا و بتا) می‌باشند که در شکل زیر تصویر آن‌ها را می‌بینید.
| D-Arabinose         | D-Arabinose         |
| ------------------- | ------------------- |
| α-D-Arabinofuranose | β-D-Arabinofuranose |
| α-D-Arabinopyranose | β-D-Arabinopyranose |

## نامگذاری آرابینوز
واژهٔ آرابینوز از صمغ عربی می‌آید که اولین بار قند آرابینوز از این ماده استخراج شده‌است.

## مصارف آرابینوز
از آرابینوز در برخی از محیط‌های کشت باکتریها استفاده می‌شود.